# Aphanopus beckeri
Aphanopus beckeri és una espècie de peix pertanyent a la família dels triquiúrids.

## Descripció
- Pot arribar a fer 77 cm de llargària màxima.
- 42-43 espines i 54-56 radis tous a l'aleta dorsal i 2 espines i 44-45 radis tous a l'anal.
- 104-105 vèrtebres.[5][6]

## Hàbitat
És un peix marí i bentopelàgic que viu entre 712 i 843 m de fondària (26°S-28°S).

## Distribució geogràfica
Es troba a l'Índic oriental: Austràlia.

## Observacions
És inofensiu per als humans.